# 铜山源水库
铜山源水库位于浙江省衢州市衢江区杜泽镇，距衢州市23公里，1974年建成。系拦截衢江支流铜山源而成。水库集雨面积180平方公里，总库容1.71亿立方米，正常库容1.21亿立方米。水库大坝为粘土心墙砂壳坝，坝高48.42米，坝长252米。